# LST-270 (schip, 1943)
De LST-270 was een landingsschip voor tanks die in 1943 bij American Bridge werd gebouwd voor de United States Navy.

## LST-270
De LST-270 werd ingezet in de Pacific War waar deze deelnam aan de slag bij Kwajalein en 
Majuro in januari en februari 1944, de Hollandia-operatie in april 1944, de slag om Guam in juli 1944 en de slag om Leyte in oktober 1944. De LST-270 verkreeg daarbij vier battle stars.
Op 15 juni 1944 kreeg het ten zuidoosten van Saipan een luchtaanval te verduren en wist daarbij een Nakajima B5N Kate neer te halen waarbij een torpedo rakelings langs het schip ging. Op 1 juni 1946 werd het schip opgelegd.

## U-303
In 1962 had Aquatic Contractors & Engineers van Pat Tesson het schip om laten bouwen tot de ponton U-303 met een horizontaal reel lay-pijpenlegsysteem. Deze manier van pijpleggen was eerder toegepast tijdens de Tweede Wereldoorlog na de landing in Normandië tijdens Operatie Pluto. In plaats van de conventionele methode waarbij pijpsecties aan boord aan elkaar werden gelast, werd hier de pijpleiding aan de wal gelast en opgespoeld op een grote haspel die daarna op zee weer werd afgespoeld. Zo werd op 1 september 1962 voor Standard Oil Company of Texas de eerste pijpleiding in de Golf van Mexico gelegd volgens deze methode. Tot 1975 zou de U-303 zo ruim 2000 km pijp leggen.
In 1968 werd Aquatic overgenomen door Fluor Ocean Services en werd het ponton R.B. 1 genoemd. Het reel-concept werd daarna gebruikt bij de Fluor R.B. 2.
Van 1977 tot 1984 stond het ponton geregistreerd als Margaret C. van Elmar Marine Corporation.